# Herbert Schröder-Stranz
Herbert Schröder-Stranz (né le 9 juin 1884 - décédé vers le 15 août 1912) était un officier allemand et explorateur des régions polaires . Il a dirigé l' expédition allemande dans l'Arctique de 1912.
Schröder-Stranz est né dans son domaine familial à Stranz, en province de Prusse-Occidentale) et a ajouté plus tard le nom de son lieu de naissance à son nom de famille.
Schröder-Stranz a rejoint l' armée allemande et a été déployé en Afrique du Sud-Ouest allemand, il a ensuite parcouru la péninsule russe de Kola, où il a commencé à planifier une expédition pour découvrir le passage du Nord-Est .
En 1912, une expédition préliminaire a commencé à bord de la goélette "Herzog Ernst", un navire sous le commandement d'Alfred Ritscher et nommé d'après Ernest II, duc de Saxe-Altenbourg, le principal sponsor du projet.
L'équipage, dont l'illustrateur Christopher Rave, s'est réuni le 1er août 1912 à Tromsø . La collecte de fonds publique ayant eu moins de succès que prévu, Schröder-Stranz a cherché un moyen d'améliorer la publicité. Il modifia les plans initiaux et proposa de traverser le Nordaustlandet du Spitzberg du sud au nord, la première expédition à le faire.
L'expédition quitta Tromsø le 5 août 1912. Le 13 août 1912, le «Herzog Ernst» fut arrêté par la banquise à trois milles au-delà du cap nord de Nordaustlandet. Le 15 août 1912, Schröder-Stranz et trois membres d'équipage débarquèrent et tentèrent de traverser la banquise, à dix milles du continent le plus proche, avec des kayaks et des traîneaux. C'est la dernière fois que Schröder-Stranz a été vu vivant, seuls 7 des 15 membres de son équipage ont survécu à l'hiver suivant.